# Aloísio (football, 1963)
 (septembre 2014).
Si vous disposez d'ouvrages ou d'articles de référence ou si vous connaissez des sites web de qualité traitant du thème abordé ici, merci de compléter l'article en donnant les références utiles à sa vérifiabilité et en les liant à la section « Notes et références ».
Pour les articles homonymes, voir Aloísio.
Aloísio Pires Alves, plus connu comme Aloísio, né le 16 août 1963 à Pelotas (Brésil), est un footballeur brésilien qui jouait au poste de défenseur central.

## Biographie
Aloísio remporte la médaille d'argent avec le Brésil aux Jeux olympiques d'été de 1988. Il ne joue que six fois avec l'équipe du Brésil en raison de la grande concurrence à son poste.
Aloísio joue d'abord au Sport Club Internacional entre 1982 et 1988, puis au FC Barcelone de 1988 à 1990. Sous les ordres de Johan Cruijff, il joue 48 matchs de championnat et remporte la Coupe d'Europe des Vainqueurs de Coupe et la Coupe d'Espagne.
En 1990, il rejoint le FC Porto où il joue jusqu'en 2001. C'est là qu'il met un terme à sa carrière de joueur professionnel à l'âge de 37 ans. Avec Porto, il joue 332 matchs en championnat et marque 11 buts.
Aloísio remporte de nombreux titres avec Porto : sept titres de champion du Portugal, quatre Coupes du Portugal et sept Supercoupes. Il laisse le souvenir d'un joueur au comportement impeccable aussi bien sur qu'en dehors du terrain.

## Palmarès
Avec le FC Barcelone :
- Vainqueur de la Coupe des vainqueurs de coupe en 1989
- Vainqueur de la Coupe d'Espagne en 1990

Avec le FC Porto :
- Champion du Portugal en 1992, 1993, 1995, 1996, 1997, 1998 et 1999
- Vainqueur de la Coupe du Portugal en 1994, 1999, 2000 et 2001
- Vainqueur de la Supercoupe du Portugal en 1990, 1992, 1994, 1995, 1996, 1998 et 1999